# Жуль Антуан Ліссажу
Жуль Антуа́н Ліссажу́ (фр. Jules Antoine Lissajous фр. вимова: [ʒyl ɑ̃twan lisaʒu], 4 березня 1822, Версаль — 24 червня 1880, Пломб'єр-ле-Діжон) — французький фізик і математик. Вніс вагомий вклад в розвиток акустики та оптики.

## Наукова кар'єра
Базову освіту здобуває в ліцеї Гоша (фр. Lycée Hoche) (Версаль). Далі, в 1841—1844 роках навчається у Вищій нормальній школі. З 1847 по 1874 роки обіймав посаду професора математики в Ліцеї Сен-Луї (фр. Lycée Saint-Louis). Науковий ступінь доктора отримав в 1850 році за дисертацію, присвячену проблемі визначення вузлових точок хвилі вібруючих стрижнів на основі використання піскових візерунків Е.Хладні. В 1874 році став ректором академії у Шамбері, а з 1875 до 1879 року працював ректором академії в Безансоні.

## Наукові дослідження
Ліссажу цікавився природою хвиль і розробив оптичну методику спостереження звукових коливань. Спочатку досліджував акустичні хвилі звукового діапазону через спостереження хвиль на поверхні води після прикладення до неї акустичного камертону. Результати цих досліджень лягли в основу докторської дисертації, що була опублікована у 1850 році. У 1855 році описав спосіб дослідження проведені з використанням створеного ним приладу, який згодом отримав назву «прилад Ліссажу». У 1856 році опублікував працю «Про один частковий випадок, що спостерігався при стереоскопічному оптичному дослідженні вібраційних рухів. Побудова кривих, що передували дослідженню». В 1857 році опублікував свою головну працю Нотатки з оптичних досліджень вібраційних рухів обсягом 85 сторінок. Роком пізніше вийшла стаття «Нотатки щодо поперечних коливань пружних пластин»

## Прилад Ліссажу та метод Ліссажу
Одним з його винаходів є прилад, котрий будує криві названі його іменем. Прилад складався з двох протилежно підвішених камертонів, на яких було закріплено дзеркала. Камертонам, що мали різні власні частоти коливань, надавали вібраційних коливань. Промені світла відбиті від дзеркал падали на стіну утворюючи фігури Ліссажу.
Сучасна техніка дозволяє будувати фігури Ліссажу з використанням осцилографа або лазерної установки. Фігури Ліссажу використовують для визначення частот коливань з використанням осцилографа. Суть цього методу в тому, що горизонтальні та вертикальні пластини осцилографа подаються напруги різних, але кратних частот, відповідно fг і fв, при цьому на екрані осцилографа отримується фігура Ліссажу. При цьому справедливе відношення fв/fг = nг/nв , де nг та nв число точок перетину фігури Ліссажу із горизонтальною та вертикальною прямими, які не проходять через точку перетину ліній самої фігури. Цей метод визначення частоти називають «методом Ліссажу». Метод характеризується високою точністю, яка в основному залежить від точності генератора зразкової частоти. Недолік методу: визначити відношення nг/nв можливо лише при співвідношенні частот не більше 10 і при нерухомому стані або повільному обертані фігури.